# Rhabdocoma macrura
Rhabdocoma macrura är en rundmaskart som beskrevs av Nathan Augustus Cobb 1920. Rhabdocoma macrura ingår i släktet Rhabdocoma och familjen Trefusiidae. Inga underarter finns listade i Catalogue of Life.